# God morgon Sverige (musikalbum)
Godmorgon Sverige är Mauro Scoccos 6:e studioalbum utgivet 1996. Den toppade den svenska albumlistan. Texterna kretsar mestadels kring mörk kärlek.  Det släpptes tre singlar från albumet: Om det är O.K., Det Är Dags och Kärleken Var Här.

## Låtlista
1. "Intro" – 0:43
2. "Tillbaks Till Kärleken" – 3:37
3. "Om Det Är O.K." – 3:58
4. "Plåster" – 3:47
5. "Vissa Saker" – 4:20
6. "El Diablo" – 0:52
7. "Om Du Säger" – 3:44
8. "Dit Dagarna För Mig" – 4:28
9. "Kärleken Var Här" – 4:10
10. "Interlude" – 1:00
11. "Det Är Dags" – 3:57
12. "För Sista Gången" – 3:35
13. "Bilder Av Dom Vi Var" – 4:15
14. "Som Främlingar" – 4:05

## Listplaceringar
| Lista (1996-1997) | Topplacering |
| ----------------- | ------------ |
| Sverige           | 1            |